# رودلف كراوزه
رودلف كراوس (بالألمانية: Rudolf Krause)‏ (21 يناير 1927 في ألمانيا - 12 ديسمبر 2003 في ألمانيا) هو مدرب كرة قدم ولاعب كرة قدم ألماني (وحمل سابقاً جنسية ألمانيا الشرقية) في مركز الهجوم. شارك مع منتخب ألمانيا الشرقية لكرة القدم. أما مع النوادي، فقد لعب مع ساتشسين لايبزيغ ولوكوموتيف لايبزيغ ونادي فرانكفورت.

## مسيرته الكروية
لعب رودلف كراوس خلال مسيرته الاحترافية مع ناديين في اثنا عشر موسمًا وسجل خلالها 110 هدف ضمن 249 مباراة. حيث فاز في موسم واحد بالكأس ولم يفز بأي دوري.
خاض رودلف كراوس مسيرته مع نادي ساتشسين لايبزيغ في موسم 1950–51 ليلعب معه أربعة مواسم، مشاركًا في 102 مباراة سجل خلالها 61 هدفًا. ثم انتقل إلى نادي لوكوموتيف لايبزيغ في موسم 1954–55 ليلعب معه ثمانية مواسم، حيث شارك في 147 مباراة سجل خلالها 49 هدفًا.

## وصلات خارجية
- رودلف كراوس على موقع قاعدة بيانات كرة القدم.إي يو (الإنجليزية)
- رودلف كراوس على موقع بيانات كرة القدم. دي إي (الألمانية)
- رودلف كراوس على موقع ناشيونال فوتبول تيمز (الإنجليزية)
- رودلف كراوس على موقع عالم كرة القدم.نت (الإنجليزية)
- رودلف كراوس على موقع أوليمبيديا (الإنجليزية)